# Juri Lwowitsch Owtschinnikow
Juri Lwowitsch Owtschinnikow (russisch Юрий Львович Овчинников, * 3. Juni 1950 in Leningrad, Sowjetunion) ist ein ehemaliger sowjetischer Eiskunstläufer, der im Einzellauf startete.
1975 wurde er sowjetischer Meister. Von 1969 bis 1978 nahm er an allen Europameisterschaften teil. Dort schnitt er nie schlechter als Platz neun ab, sein bestes Ergebnis und gleichzeitig seine einzige Medaille bei einem großen Turnier war der Gewinn von Bronze bei der Europameisterschaft 1975 in Kopenhagen hinter seinem Landsmann Wladimir Kowaljow und dem Briten John Curry. Von 1969 bis 1977 nahm Owtschinnikow an jeder zweiten Weltmeisterschaft teil. Hier waren seine besten Ergebnisse ein jeweils sechster Platz 1973 und 1975. Er vertrat die Sowjetunion bei zwei Olympischen Spielen. 1972 in Sapporo wurde er Zwölfter und 1976 in Innsbruck Achter.

## Ergebnisse
| Wettbewerb / Jahr           | 1968 | 1969 | 1970 | 1971 | 1972 | 1973 | 1974 | 1975 | 1976 | 1977 | 1978 |
| --------------------------- | ---- | ---- | ---- | ---- | ---- | ---- | ---- | ---- | ---- | ---- | ---- |
| Olympische Winterspiele     |      |      |      |      | 12.  |      |      |      | 8.   |      |      |
| Weltmeisterschaften         |      | 11.  |      | 7.   |      | 6.   |      | 6.   |      | 7.   |      |
| Europameisterschaften       |      | 9.   | 7.   | 5.   | 7.   | 6.   | 5.   | 3.   | 4.   | 4.   | 5.   |
| Sowjetische Meisterschaften | 5.   | 5.   | 3.   | 3.   | 4.   | 2.   | 2.   | 1.   | 2.   | 2.   | 4.   |